# L'Almanach du peuple
L'Almanach du peuple est un almanach québécois publié par la librairie Beauchemin depuis 1870,,. En 1920, la librairie Beauchemin en imprime quelque 100 000 copies. 

## L'almanach édité au Québec
Une exposition montée par la Grande Bibliothèque révèle que : « Au Québec, de la fin du XVIIIe siècle jusqu'aux années 1950, l'almanach a été l'imprimé le plus populaire après les écrits religieux, et ce, de façon très marquée. »
Selon le professeur allemand Hans-Jürgen Lüsebrink, cité dans Le Devoir : « Un almanach paraît vers la fin de l'année et est composé de quatre parties. D'abord, un calendrier, y compris un comput ecclésiastique; ensuite, les éphémérides, les événements canadiens importants de l'année écoulée; troisièmement, l'annuaire des institutions de la province et du Canada; quatrièmement, une partie composite, où on retrouve des renseignements de toutes sortes sur la médecine, la politique, la météo, mais aussi des textes littéraires. C'est là que l'almanach québécois se démarque le plus des autres. » 
Il précise : « Il ne s'agit pas d'un produit dérivé, mais bien d'un transfert. Le genre extrêmement populaire en Europe est né pratiquement avec l'imprimerie, à la fin du XVe siècle. Ce type d'imprimé a été transféré d'abord en Nouvelle-Angleterre, puis au Québec. » Le premier almanach canadien-français est édité en 1777 par Fleury Mesplet, ami de Benjamin Franklin et fondateur de La Gazette (devenue The Gazette) et par Charles Berger.
Hans-Jürgen Lüsebrink ajoute : « Il y a par contre une certaine nostalgie des traditions, notamment avec la poussée de la modernisation. L'almanach se penche sur les traditions rurales en train de reculer et les illustre souvent magnifiquement, par exemple avec des œuvres de Rodolphe Duguay. Un autre aspect concerne la défense de la langue française et de l'identité nationale, sous tous ses aspects, y compris l'architecture, le mobilier et le vêtement. »